# Hilsprich
Hilsprich település Franciaországban, Moselle megyében. Lakosainak száma 840 fő (2022. január 1.). Hilsprich Diffembach-lès-Hellimer, Le Val-de-Guéblange, Holving, Kappelkinger, Petit-Tenquin, Rémering-lès-Puttelange és Saint-Jean-Rohrbach községekkel határos.

## Népesség
A település népességének változása:
| Lakosok száma | 678  | 723  | 764  | 893  | 908  | 890  | 857  | 832  | 825  | 840  |
|               | 1968 | 1982 | 1990 | 2006 | 2013 | 2015 | 2017 | 2019 | 2020 | 2022 |